# Charlotta Sparre
Charlotta "Lotta" Fredrika Sparre (1719 – Stoccolma, 20 dicembre 1795) è stata una nobildonna svedese.

## Biografia
Lotta era la figlia del barone Fredrik Henrik Sparre, e di sua moglie, Virginia Christina Lilliehöök. La sua bellezza la rese famosa alla corte francese di Versailles, dove era conosciuta come "la charmante rose". In seguito visse a Berlino, dove Augusto Guglielmo di Prussia si innamorò di lei.
Durante il suo soggiorno a Parigi, studiò danza sotto Marie Sallé, che a sua volta insegnò alle sue figlie, che divennero famose per la loro grazia e talento nel ballo nel teatro amatoriale di Gustavo III.

### Matrimonio
Il 18 febbraio 1748 sposò il conte Carl Reinhold von Fersen. Ebbero cinque figlie:
- Ulrika Eleonora "Ulla" (1749-1810), sposò in prime nozze Nils von Höpken e in seconde nozze George Jonas von Wright;
- Sofia Charlotta (1751-1774), sposò Adolf Fredrik Lewenhaupt;
- Christina Augusta (1754-1846), sposò Fredrik Adolf Löwenhielm;
- Charlotta Fredrika (1756-1810), sposò in prime nozze Adolf Ludvig Hamilton e in seconde nozze Emanuel De Geer;
- Eva Helena (1759-1807), sposò Erik Göran Adelsward.

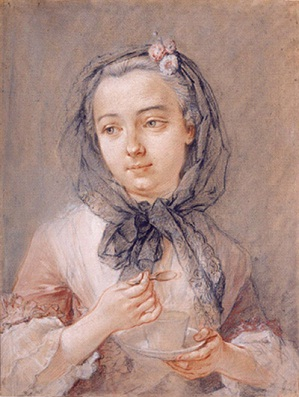
Ritratto di Charlotta Sparre, di François Boucher, 1741.

### Dama d'onore
Fece parte dell'entourage che accompagnò Luisa Ulrica di Prussia in Svezia per il suo matrimonio con Adolfo Federico nel 1744, e ha servito come una dama d'onore (1744-1748).
Ha servito come prima dama di corte di Sofia Maddalena di Danimarca, consorte di Gustavo III di Svezia (1767-1795). Durante le estati del 1767 e il 1768, ha cercato di far riconciliare la coppia ereditaria per far consumare il loro matrimonio a Castello di Ekolsund, ma alla fine non ci riuscì. Durante questi tentativi, ha accusato il principe ereditario per la sua infatuazione per Charlotte Du Rietz.
Era presente al battesimo del principe ereditario nel 1778. Tuttavia, la sua salute e l'aumento di peso le fecero passare più tempo nelle sue stanze, e la sua posizione come cortigiana divenne una mera formalità, fino al 1795. Al suo posto arrivò la contessa Hedvig Catharina Piper.